# حسن بن علي سهلي
حسن بن علي سهلي شاعر سعودي، اسمه حسن بن علي يحيى سهلي، ولد عام 1384 هـ الموافق 1965 في قرية مختارة التابعة لمحافظة صامطة جنوب المملكة العربية السعودية، درس السهلي المرحلة الابتدائية بمدرسة الحصامة، أما المتوسطة والثانوية درسها في المعهد العلمي في صامطة، ثم التحق بجامعة الإمام محمد بن سعود الإسلامية فرع الجنوب (جامعة الملك خالد حاليا)، حيث تخرج من قسم اللغة الإنجليزية والترجمة وحصل على البكالوريوس عام 1408 هـ، يعمل مدرسا بالمعهد العلمي في صامطة، نشرت قصائدة في بعض الصحف والمجلات والمواقع الالكترونية.